# McKenzie-Scharte
McKenzie-Scharte är en kulle i Antarktis. Den ligger i Östantarktis. Nya Zeeland gör anspråk på området. Toppen på McKenzie-Scharte är 1 287 meter över havet.
Terrängen runt McKenzie-Scharte är lite bergig, och sluttar österut. Trakten är obefolkad. Det finns inga samhällen i närheten.